# アレッポ城

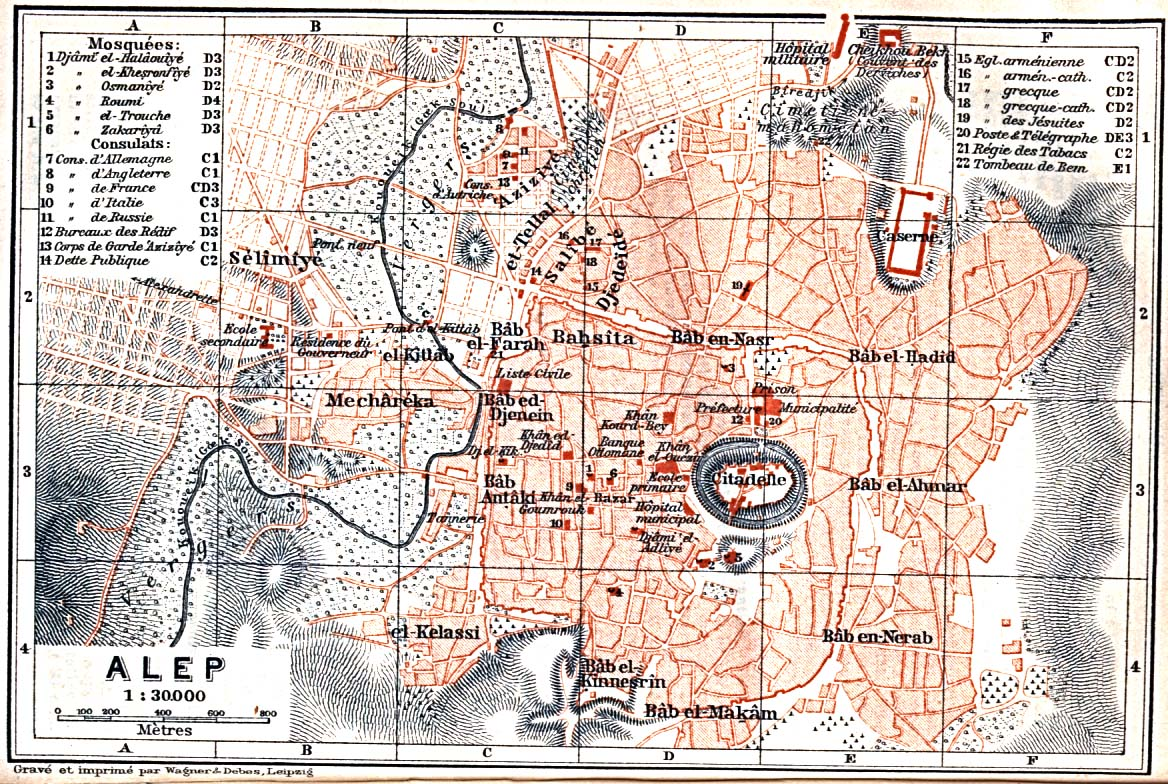
1912年のアレッポの地図。城塞が都市の中央にある。

アレッポ城（アレッポじょう、英語: Citadel of Aleppo 〈Aleppo Citadel〉、アラビア語: قلعة حلب）は、シリア北部に位置する都市アレッポの旧市街の中心にある大規模な中世の要塞である。この建造物は世界で最古かつ最大の城の1つであると見なされている。城塞（シタデル、英: Citadel）の丘の利用は、少なくとも紀元前3千年紀中頃にさかのぼる。その後、ギリシアや東ローマ帝国（ビザンティン帝国）、アイユーブ朝、マムルーク朝など多くの文明国によって占拠され、今日にあるその構造物の大部分は、アイユーブ朝時代に起源があると考えられる。大規模な保存事業が2000年代、アレッポ考古学協会とともにアガ・カーン・ トラスト・フォー・カルチャー (Aga Khan Trust for Culture) により行なわれた。都市を見下ろす城塞は、1986年、国際連合教育科学文化機関（ユネスコ、UNESCO）の世界遺産に登録された古代都市アレッポの一部である。城塞は、シリア内戦により大きな損傷を受けている。

## 歴史

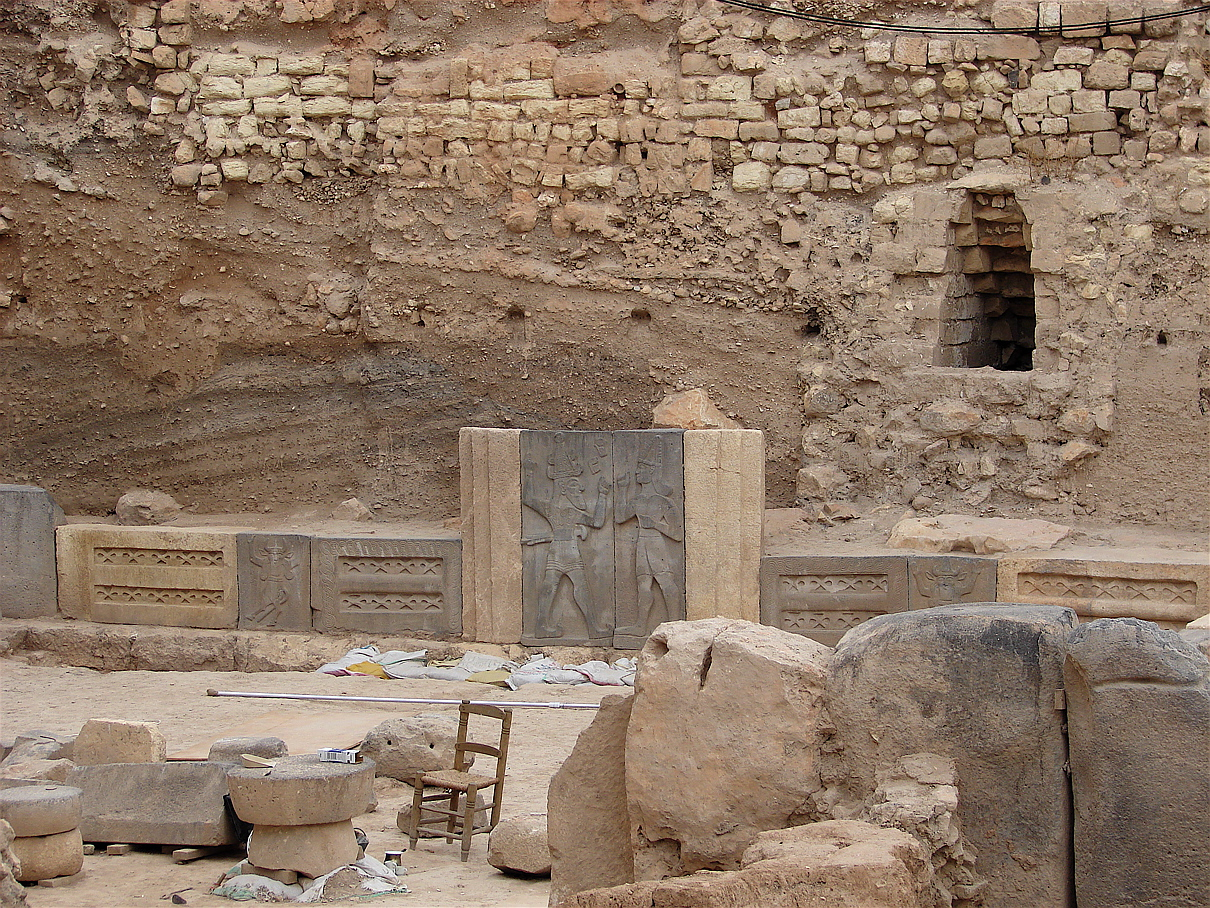
城塞内にあるハダド神殿

20世紀後半に発見された嵐の神ハダドの古代神殿は、エブラおよびマリの楔形文字の文書に記されており、丘の利用は紀元前3千年記の中頃にさかのぼる。神殿は、ドイツの考古学者カイ・コールマイヤーらによる発掘と、そのなかで発見されたレリーフからも明らかなように、紀元前3千年記中頃から、少なくとも紀元前9世紀まで使われ続けていた。その都は紀元前2千年紀前半にヤムハドの首都となり、「ハダドの都」として知られていた。
預言者アブラハムは城塞の丘の上で彼の羊の乳を絞ったといわれる｡アレッポを中心とした新ヒッタイト (Neo-Hittite) 衰退の後、アッシリアがその区域を支配し（紀元前8-4世紀）、それに新バビロニアおよびペルシア帝国が続いた（紀元前539-333年）。

### セレウコス朝
アレッポは、アレクサンドロス大王の軍に攻め落とされた後、ベロエア (Beroea、ベロイア〈Beroia〉) という新たな名のもと、その都市の再建に着手したセレウコス1世により支配された。中世アラブの歴史家によれば、要塞化されたアクロポリスとしての城塞の歴史はニカトール（Nikator、「勝利者」〈セレウコス1世〉）のもとで着手されたといわれる。要塞の一部の区域にはヘレニズム時代の遺構が下部2メートル以内にある。アレッポの南地区にはまだヘレニズムの方格の道路設計が保たれており、列柱道路が西から城塞の丘にかけて通じていた。

### ローマ・東ローマ帝国
ローマが紀元前64年にセレウコス朝を退けた後も、城塞の丘は宗教的意義を持ち続けていた。神ハダドはゼウスと同一視された。皇帝ユリアヌスは西暦363年にアレッポを訪れ、「私は一日そこに滞在し、アクロポリスを訪れて帝の習わしによりゼウスに白い牡牛を捧げ、神々の崇拝について町議会と短い話をした」と記している。城塞においてローマ期の物的な遺構はほとんど発見されていない。
ローマ帝国は395年、東西2つの部分に分割された。アレッポは東半分の東ローマ帝国にあった。7世紀のサーサーン朝の王ホスロー2世との衝突時には、都市の防壁がひどい状態にあったため、アレッポの住民が城塞に避難してきたといわれる。現在、東ローマ帝国時代からの遺構は城塞の丘でほとんど見られない。城塞内にある2つのモスクは、東ローマ帝国時代に当初建てられた教会から転換されたことが知られている。

### イスラーム初期
西暦636年にムスリムの部隊がアレッポを攻略した。大地震の後、城塞において修復が行なわれたことが文書に記されている。初期のイスラーム時代における城塞については、アレッポがウマイヤ朝やアッバース朝の統治下にある辺境の町であったこと以外、ほとんど知られていない。
ハムダーン朝のサイフ・アル＝ダウラ（Sayf al-Dawla、「国家の剣」、在位944-967年）が、944年にアレッポを征服し、その後、政治的かつ経済的再生が高まった。ハムダーン朝では河岸に壮麗な宮殿が建てられたが、962年、東ローマ帝国軍に攻撃された後、城塞に移行した。ハムダーン朝の統治における不安定な時代には、東ローマ帝国やベドウィンの攻撃、エジプトを拠点とするファーティマ朝による短期支配が見られた。ミルダース朝の時代には、2つの教会がモスクに転換されたといわれる。

### ザンギー朝

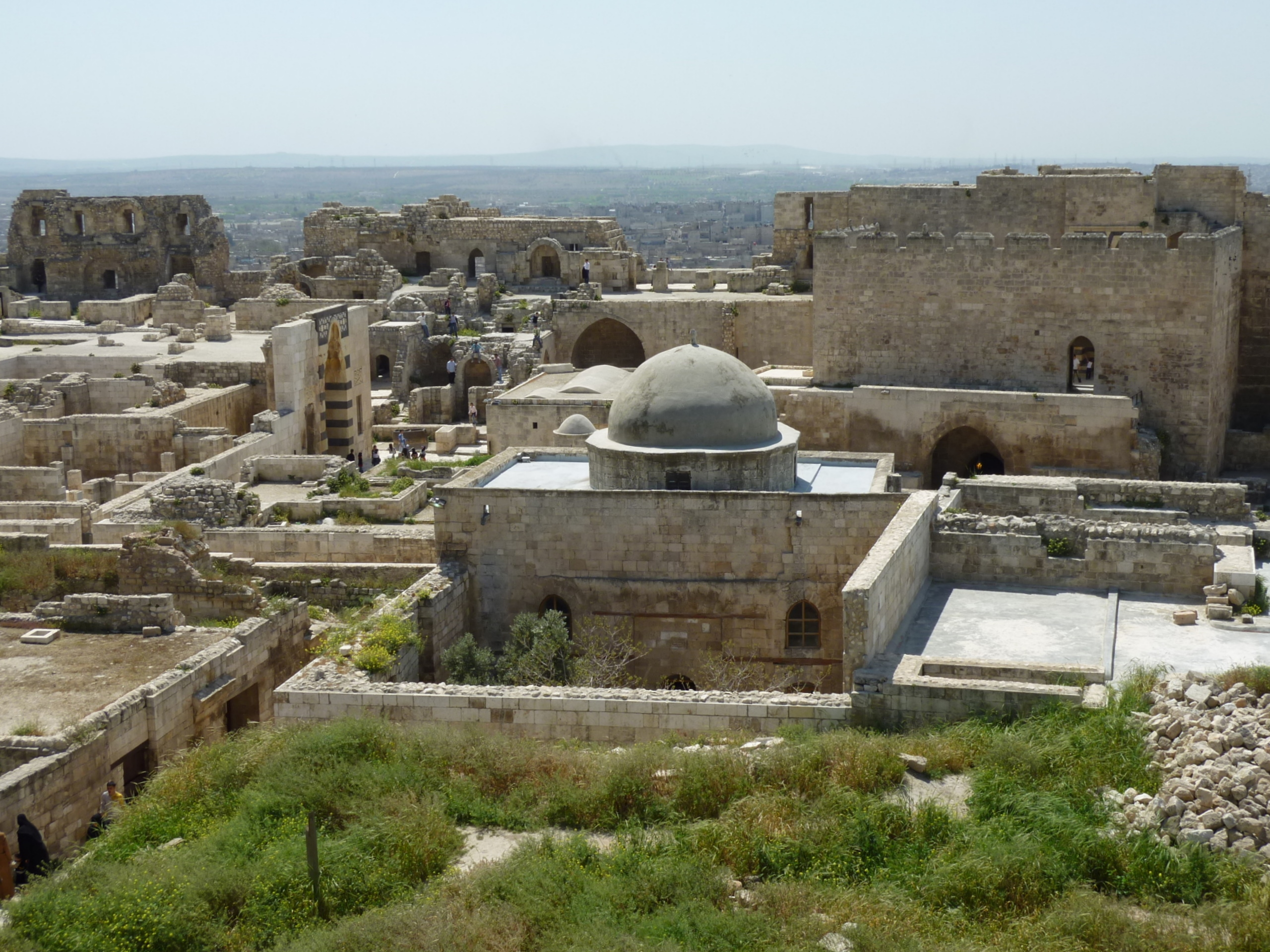
アブラハムのモスク

城塞は11世紀末の近東における十字軍駐留以降の時代にその重要度が頂点に達した。ザンギー朝の支配者イマード・アッ＝ディーン・ザンギー（Imad ad-Din Zengi、在位1127-1146年）と、それに続く息子のヌール・アッ＝ディーン（Nur ad-Din、在位1146–1174年）はアレッポとダマスカスの統合に成功し、都市への攻撃を繰り返した十字軍を押しとどめた。数名の名高い十字軍兵士が城塞に投獄され、そのなかにはそこで死亡したエデッサ伯国のジョスリン2世のほか、ルノー・ド・シャティヨン、それに2年間拘留されたエルサレムの王ボードゥアン2世がいる。アレッポとダマスカス双方における彼の多くの業績に加えて、ヌール・アッ＝ディーンは都市アレッポの壁を再建し、城塞を強化した。アラブの資料は、彼が同様に、高い煉瓦壁の入口の傾斜路、宮殿、それにおそらく草に覆われた競馬場など、ほかにいくつか整備を行なったことを報告している。ヌール・アッ＝ディーンはさらに2つのモスクを修復もしくは再建し、そしてアブラハムのモスク（イブラーヒーム〈Ibrahim〉・モスク、小モスク）に精巧な木製のミフラーブ（聖龕）を捧げた。そのミフラーブはフランス委任統治の間に消失した。

### アイユーブ朝

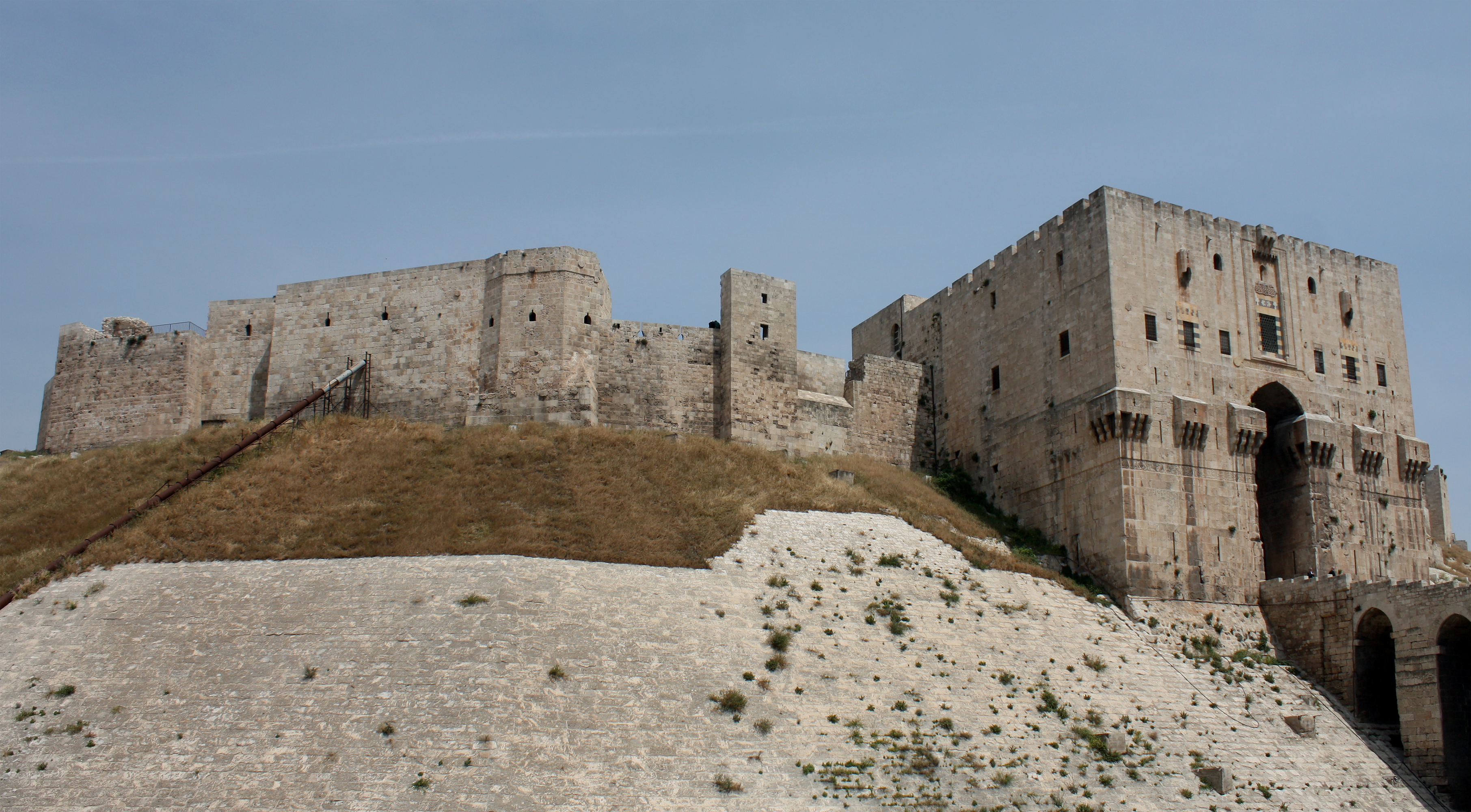
城壁と内門塔

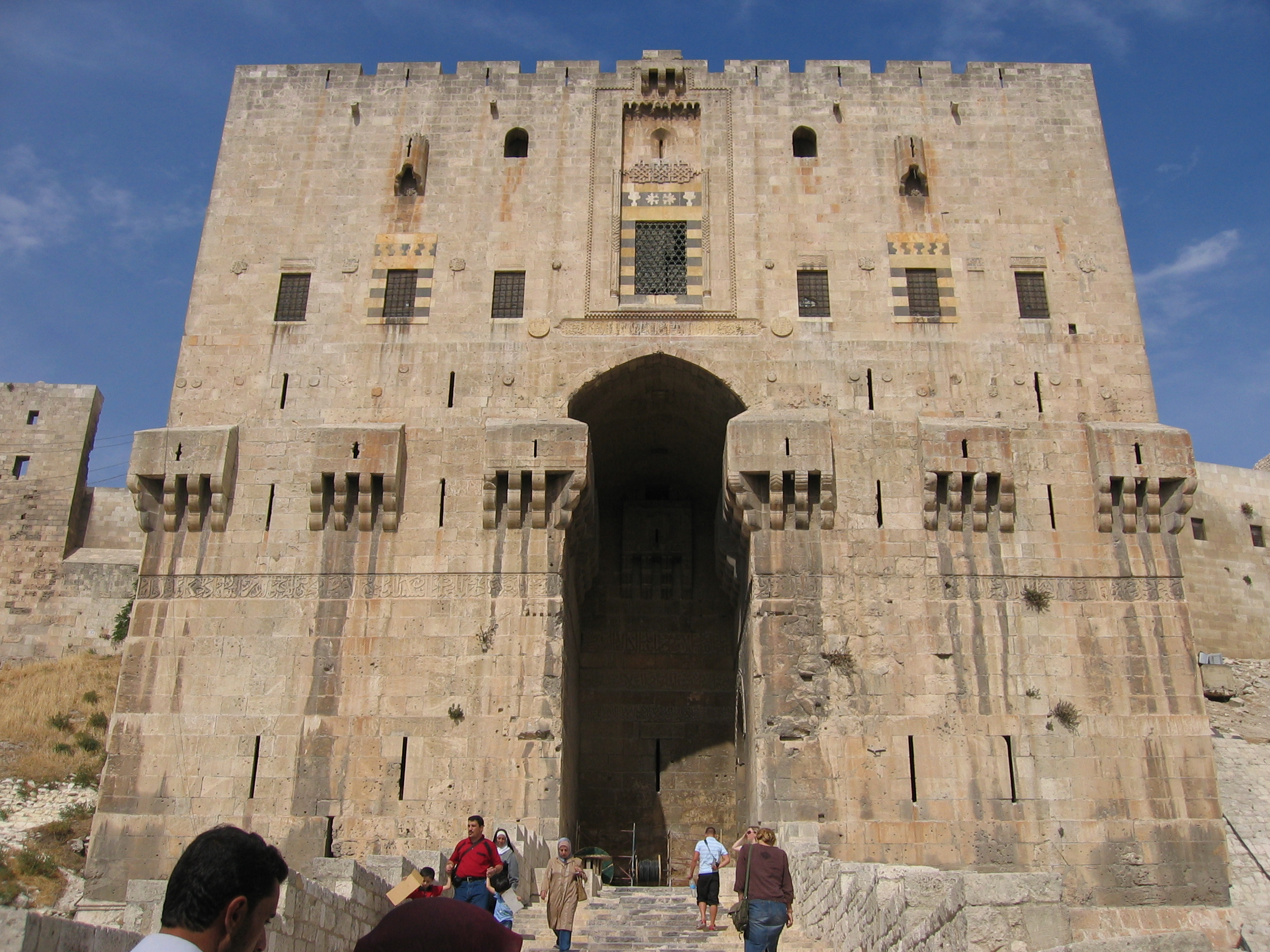
城塞の内門塔

サラディンの息子アル＝ザーヒル・アル＝ガーズィー (al-Zahir al-Ghazi) は、1193-1215年の間アレッポを統治した。この時代に城塞は、主要な再建と要塞化、それに今日、現在の城塞の複合体を構成する新たな構造物の追加を経ていった。君主（スルターン）ガーズィーは、上部の城壁を強化し、その露出した表面を平らに整え、入口付近の斜面の区域を石材で覆った。堀の深さは22メートルと、水路に繋がることでさらに増し、今日も城塞の入口としての役割をする高い陸橋である橋梁が架けられた。13世紀初頭の10年間に、城塞は、居住（宮殿や浴場）、宗教（モスクや聖堂）、軍事設備（兵器庫、訓練場、防衛塔、城門）、支持基盤（貯水槽や穀物倉）などの機能をもつ壮麗な都市へと発展した。最も顕著な改修は1213年に再建された城門である。君主ガーズィーはまた、城塞の2つのモスクを修復し、そして南および東の郊外など都市の防壁を拡大するとともに、その壁以上に防備の中心である城塞を整備した。

### モンゴル侵攻・マムルーク朝

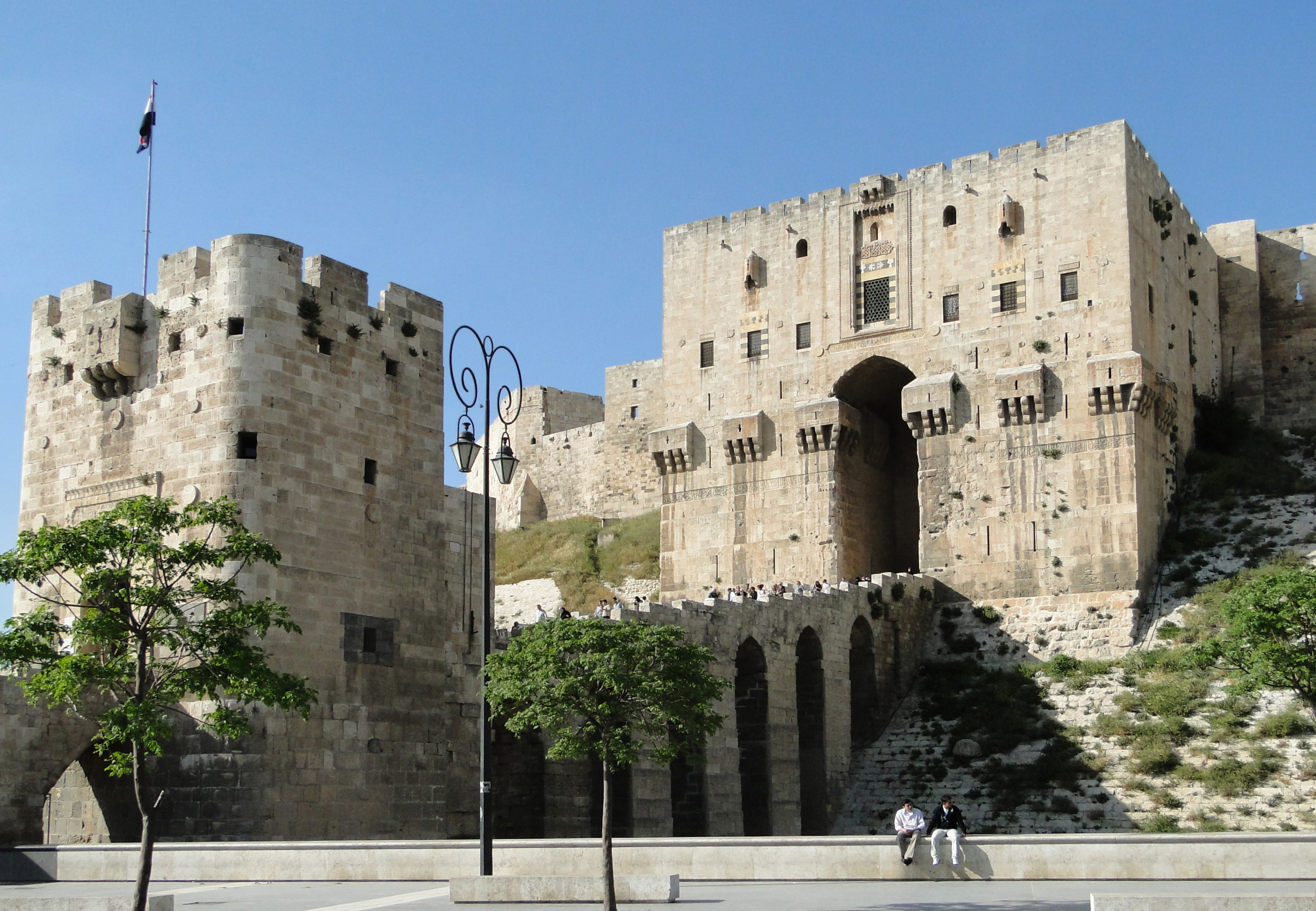
要塞化した城門

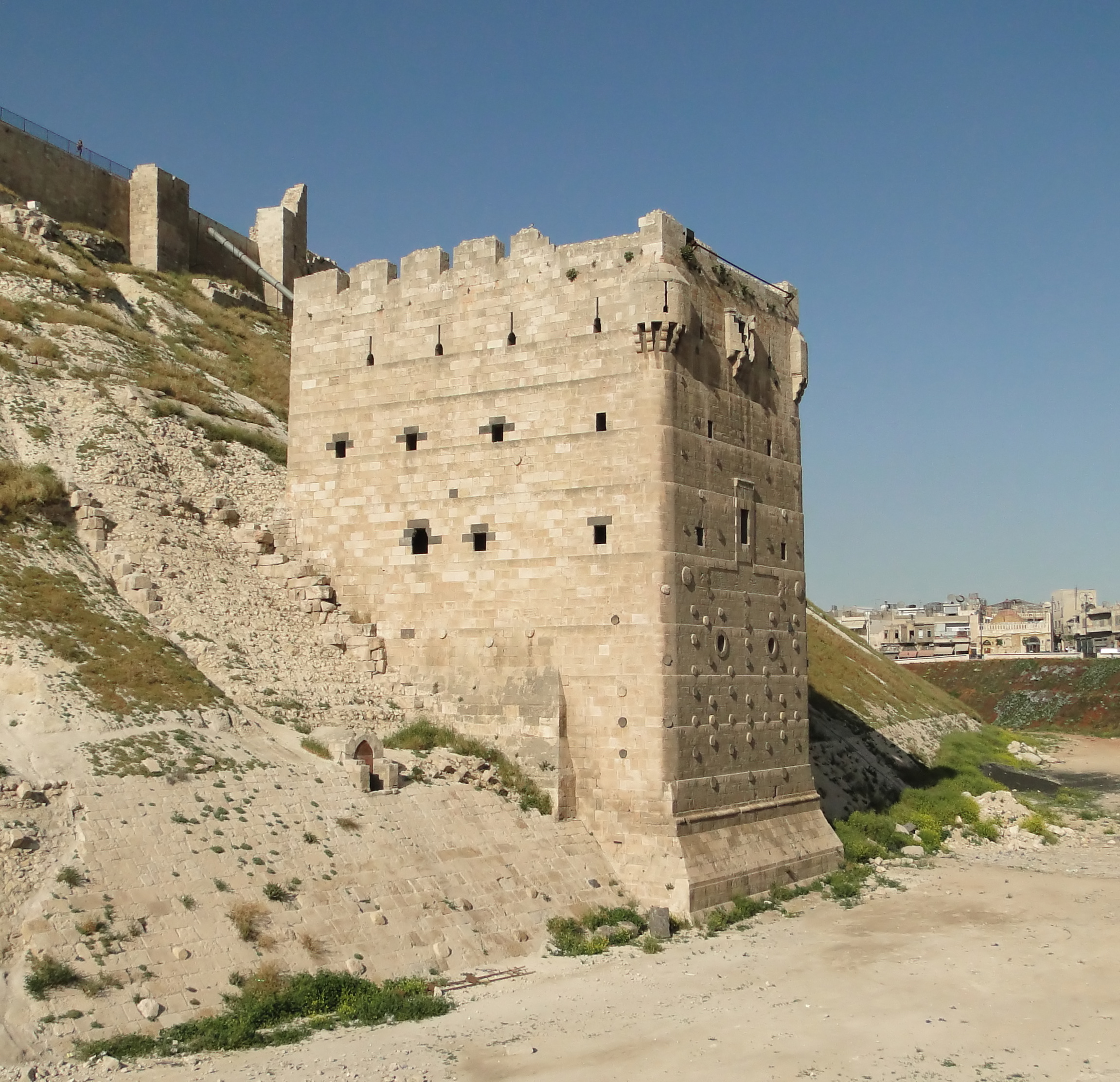
南の防衛塔（堡塁）

城塞は1260年のモンゴルの侵攻によって損傷し、1292年にマムルーク朝の君主アル＝アシュラフ・ハリール（al-Ashraf Khalil、在位1290-1293年）のもとで修復されたが、1400-1401年に再びアレッポを襲ったトランスオクシアナの指導者ティムールの率いる侵攻により破壊された。
1415年、アレッポを統治した王子サイフ・アル＝ディン・ジャカム (Sayf al-Din Jakam) は、5万から10万人の住民の重要な交易都市の中心にある城塞を再建する権限を与えられた。サイフ・アル＝ディンは、城塞の北と南の斜面に2基の新たな防衛塔（堡塁）や、城門塔（内門塔）の最上部に新しいマムルーク宮殿（謁見の間）などを増築した。アイユーブ朝の宮殿は、この時代にほぼ完全に打ち捨てられた。マムルーク朝の時代にはまた、城塞における修築や保全事業が施工された。マムルーク朝後期の君主アル＝アシュラフ ・カーンスーフ・アル＝ガウリー (Al-Ashraf Qansuh al-Ghauri) は、南の外門塔を修復させ、また、宮殿の平らな天井を9つのドームに取り換えた。

### オスマン帝国
1516年以降、オスマン帝国の時代になると、城塞の防御要塞としての軍事的役割は次第に減少するとともに、都市は市壁の外側へと発展し始め、商業の中心都市としてその形態を取っていった。城塞はなおもオスマン兵の兵舎（バラック）として使われたが、そこにどれぐらい配置されていたのか正確には知られていない。不詳のヴェネツィアの旅人が、1556年におよそ2,000人が城壁内に暮らしていると言及している。1679年に、フランス領事アルヴィユー (d'Arvieux) は、そこに1,400人がいて、オスマン帝国の軍務に350人のイェニチェリという精鋭の軍事部隊があったと報告している。君主スレイマン1世は、1521年に城塞の修復を命じた。
アレッポとその城塞は1822年の地震で大きな被害を受けた。地震後の城塞には兵士だけが住んでいた。当時のオスマン知事イブラーヒーム・パシャは、頂上部の北側に兵舎を構築するため、城塞の倒壊した建物の石材を使用した。その後1850-1851年に君主アブデュルメジト1世の統治下において修復された。また頂上部の北側の端に、風車がおそらく同じ時代に構築された。

### フランス委任統治
兵士はフランス委任統治（1920-1945年）間も城塞に駐留し続けていた。フランスは1930年代、特に外壁において、考古学的発掘と大規模な修復作業を開始した。

## 現代

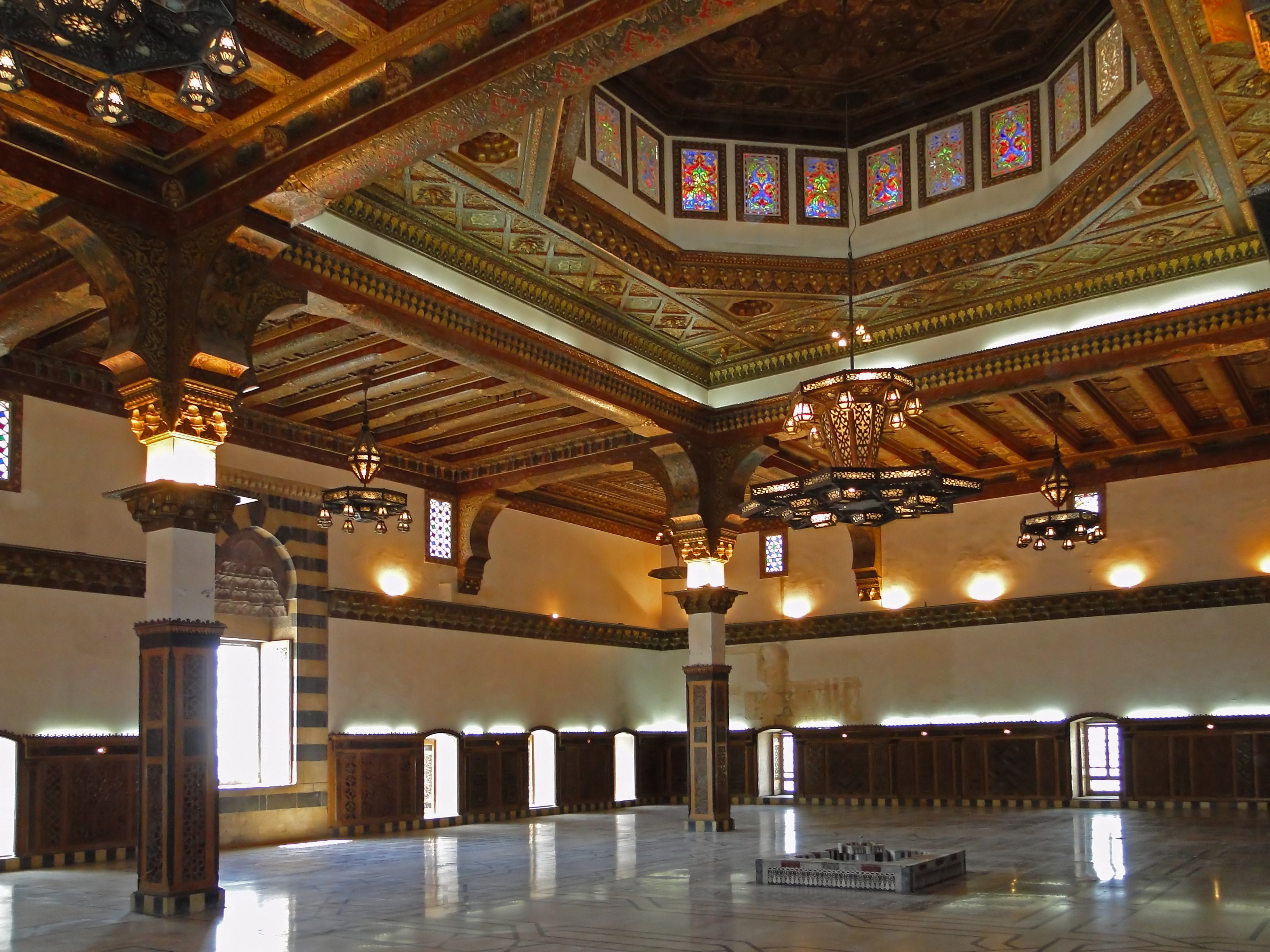
謁見の間

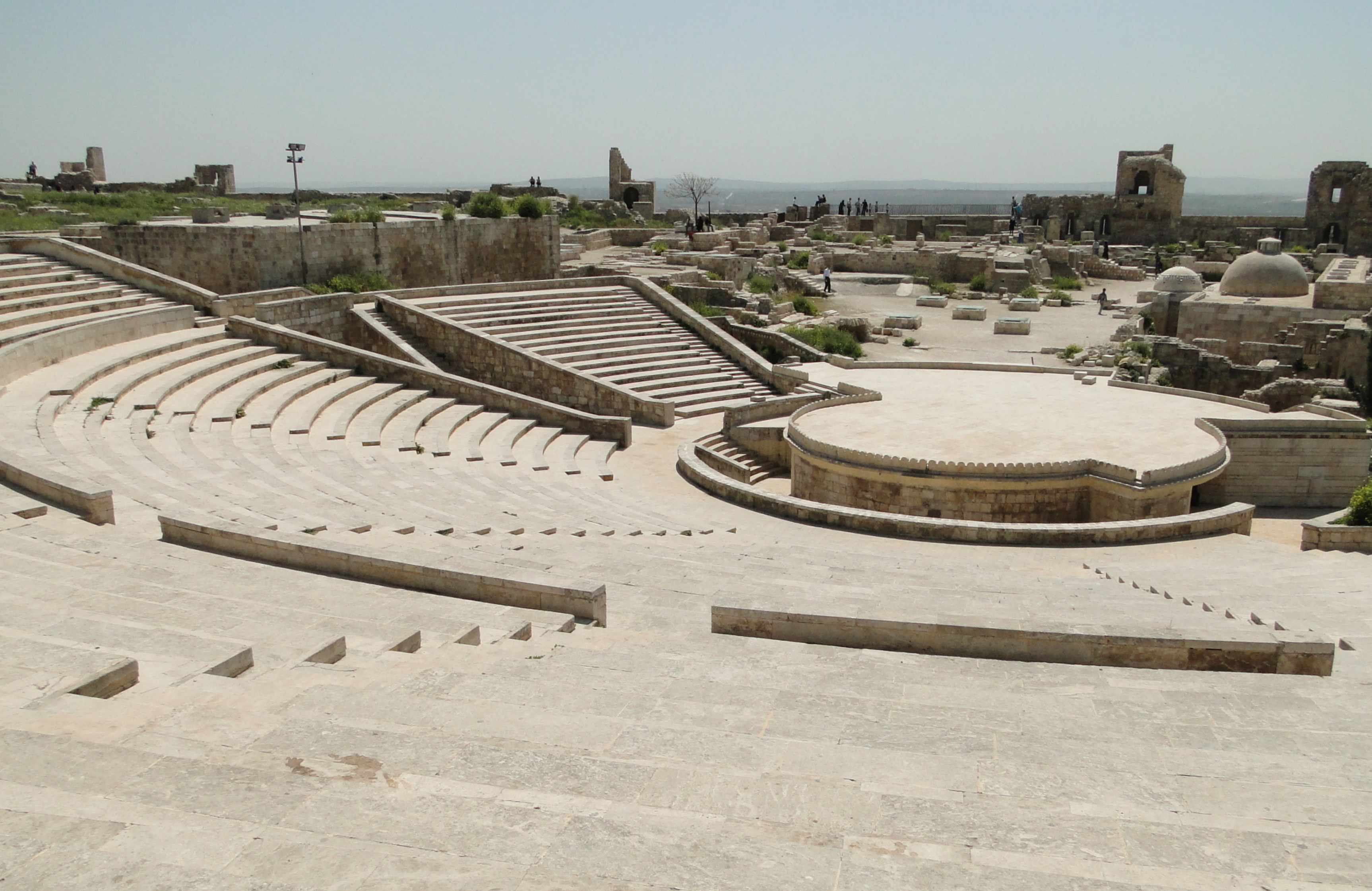
円形劇場

今日、現在の形の城塞は、周囲2.5キロメートルであり、全長450メートル、幅325メートルの楕円形の基盤をもつ小山（標高440メートル）の上にある。この傾斜をもつ土台は高さ50メートルであり、楕円上部は280メートル×160メートルを測る。かつては城山全体が輝く石灰岩の大きな塊で覆われ、そのうちの一部が今日も残る。
城山は、12世紀末のガーズィーの統治時代にさかのぼる深さ9メートル、幅26メートル、傾斜48度の広い堀に囲まれている。注目すべきはアーチ構造の橋により到達することができる防備を固めた内門塔である。この特徴的な様相は16世紀のマムルーク朝の統治より追加された。連続する5つの直角の曲がり角と3つの大きな入場門（彫られた象徴をもつ）を経て中心となる城内入口に到達する。そのなかで特に興味深いものとしては、武器の間や、東ローマ帝国時代からのものといわれる地下牢と貯水槽、それに修復され装飾が施された天井をもつ謁見の間がある。
シリア騒乱以前、城塞は観光の名所であり、考古学的遺跡が発掘され研究されていた。現代の円形劇場は、イベントやコンサートを開催するため1980年、城塞の未発掘の表層部に設けられた。円形劇場はよく音楽のコンサートあるいは文化的イベントに使用された。また、イブラーヒーム・パシャによって1834年に築かれた兵舎は、博物館およびビジターセンターとして修復された。

### シリア内戦
シリア内戦でのアレッポの戦闘において、2012年8月、城塞の入口は、城塞を掌握するため自由シリア軍とシリア軍が衝突した際の砲撃に続いて損傷した。2015年7月には、爆弾が外壁下の坑道の一部で爆発し、城塞にさらなる損傷を引き起こしたと報じられた。
戦闘の際、シリア軍は周辺地域の砲撃において壁が遮蔽の役割を果たす城塞を軍事基地として使用し、壁にある古代の狭間 (arrow slit) が反政府者を標的とする狙撃兵により利用されている。この現代の戦闘に使われたことで、城塞は深刻な損傷を受けている。

## 構成

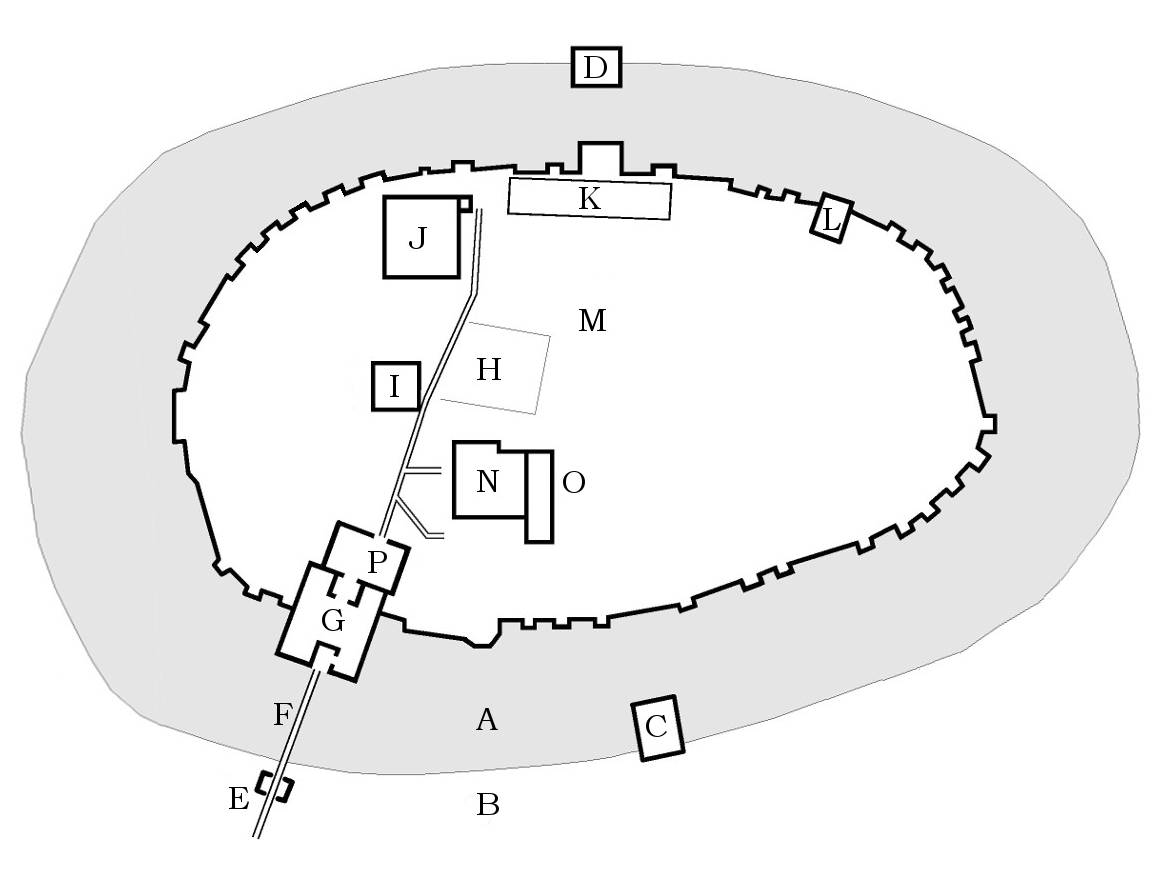
アレッポ城の概要図

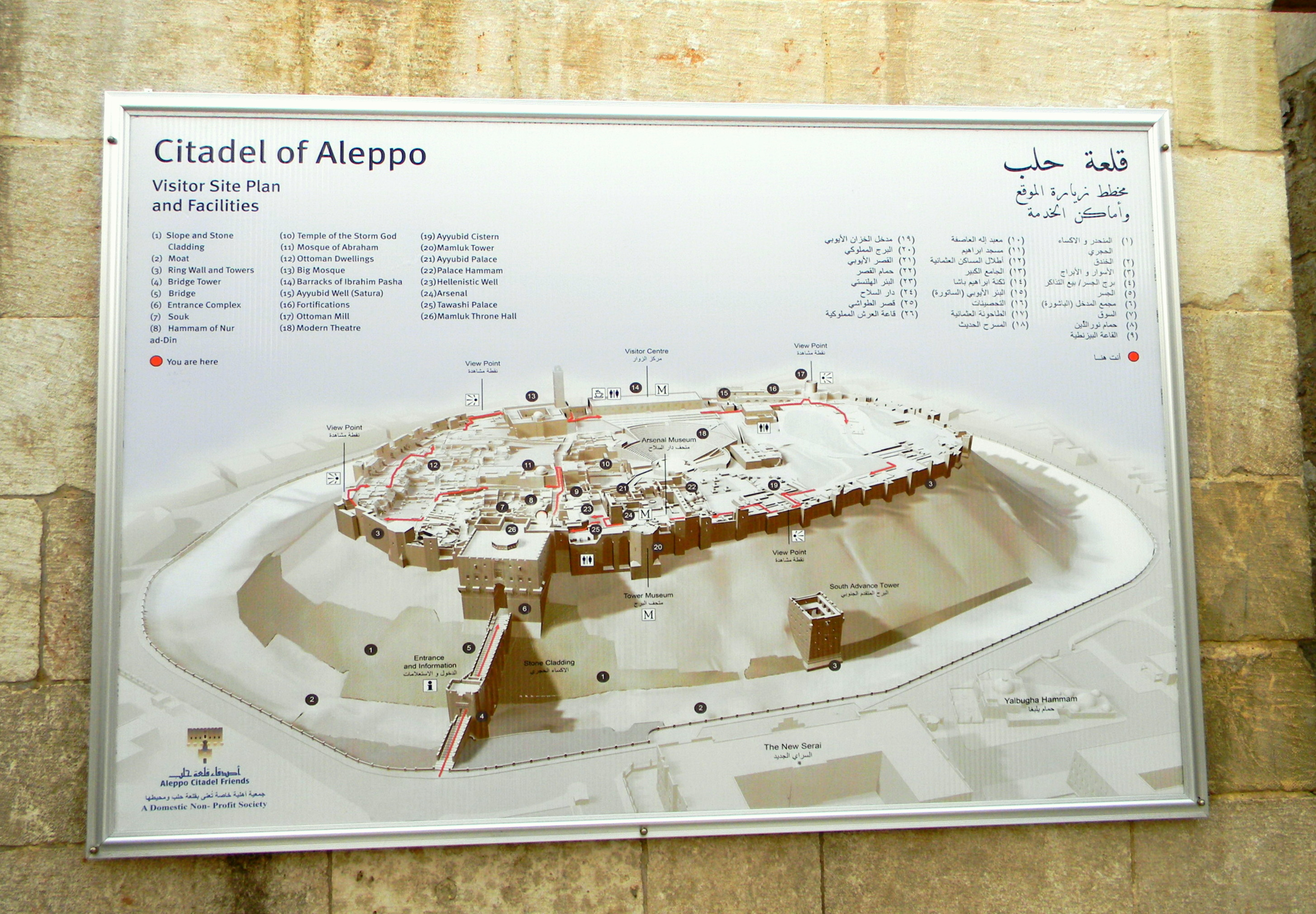
アレッポ城の案内図（2011年1月）

A. 傾斜面 (Glacis, Slope)
B. 堀 (Molt, Ditch)
C. 南の防衛塔 (South Advance Tower, South Bastion)
D. 北の防衛塔 (North Advance Tower, North Bastion)
E. 外門塔 (Outer Gateway, Bridge Tower)
F. 橋 (Bridge)
G. 内門塔 (Inner Gateway, Entrance Complex) - マムルーク宮殿「謁見の間」 (Mamluk Throne Hall)
H. ハダドの神殿 (Temple of the Weather God)
I. アブラハムのモスク (Mosque of Abraham)
J. 城塞の大モスク (Great Mosque of Citadel, Big Mosque)
K. 博物館（イブラーヒーム・パシャの兵舎 〈Barracks of Ibrahim Pasha〉）
L. オスマン時代の風車（Ottoman Mill）
M. 現代の円形劇場 (Modern Theater)
N. アイユーブ朝の宮殿 (Ayyubid Palace)
O. 宮殿の浴場 (Palace Hamman)
P. 東ローマ帝国時代の貯水槽 (Byzantine Cistern)

## 遺構

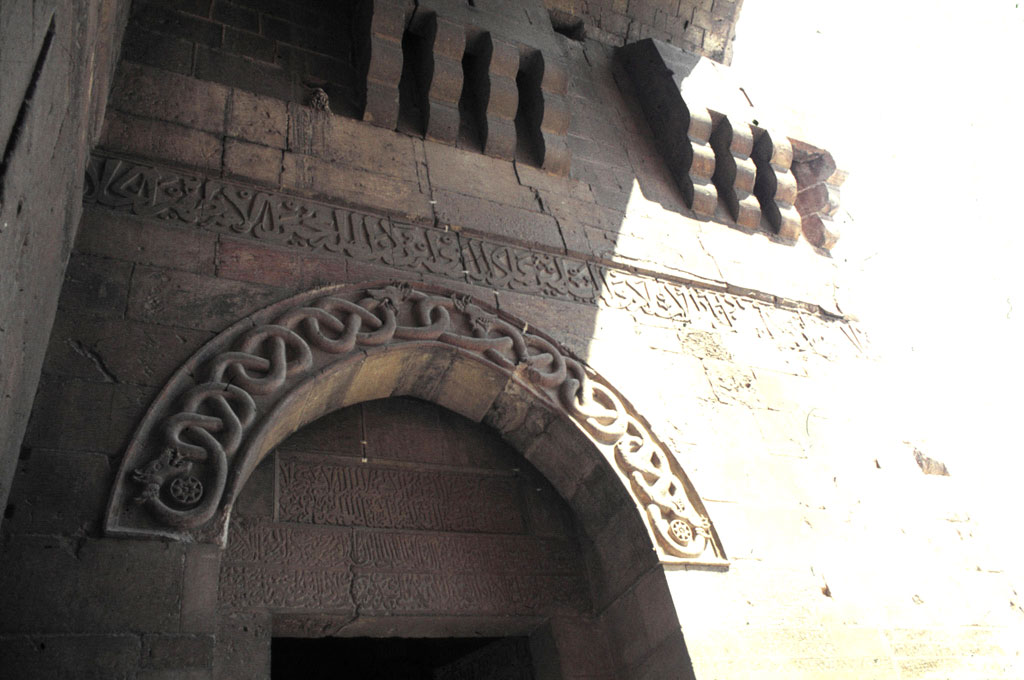
第1入場門

城塞には多くの遺構が残り、そこには数多くの注目すべき遺跡がある。

### 城門
アイユーブ朝の君主ガーズィーによって堀の上に構築された8つのアーチをもつ巨大な石橋は、高さ20メートルの橋塔である外門塔より、壮大な内門塔へと通じる。外門塔はガーズィーにより1211年に構築されたことが鉄製の扉の銘文に認められ、16世紀初頭、マムルーク朝のカーンスーフ・アル＝ガウリーの治世下に改修されている。
内門塔は曲折する入口 (bent entrance) をもち、城を襲撃する者は、ヴォールト（アーチ形天井）のある入口斜路の5つの曲がり角を越えなければならず、その上方には出し狭間（マシクーリ、仏: Mâchicoulis）が、上部の中2階より襲撃者に熱液（熱油）を注ぐためにあった。秘密の通路が複合体を通して取り巻き、主要通路は象徴的なレリーフで装飾されている。第1入場門の上部には絡み合う竜が彫られ、さらに続く門には2頭のライオンの彫像がある。
このアイユーブ朝の城門には、頂上にマムルーク朝のサイフ・アル＝ディン・ジャカムが1415年に構築した「謁見の間」があり、マムルーク朝の君主は、その広間に多数の謁見者を受け入れ、また公的行事を開催した。広さ27メートル×24メートルの謁見の間は、1970年代に修復され、19世紀のダマスカス様式で装飾された新しい平らな天井が施された。

### アイユーブ朝の宮殿・浴場

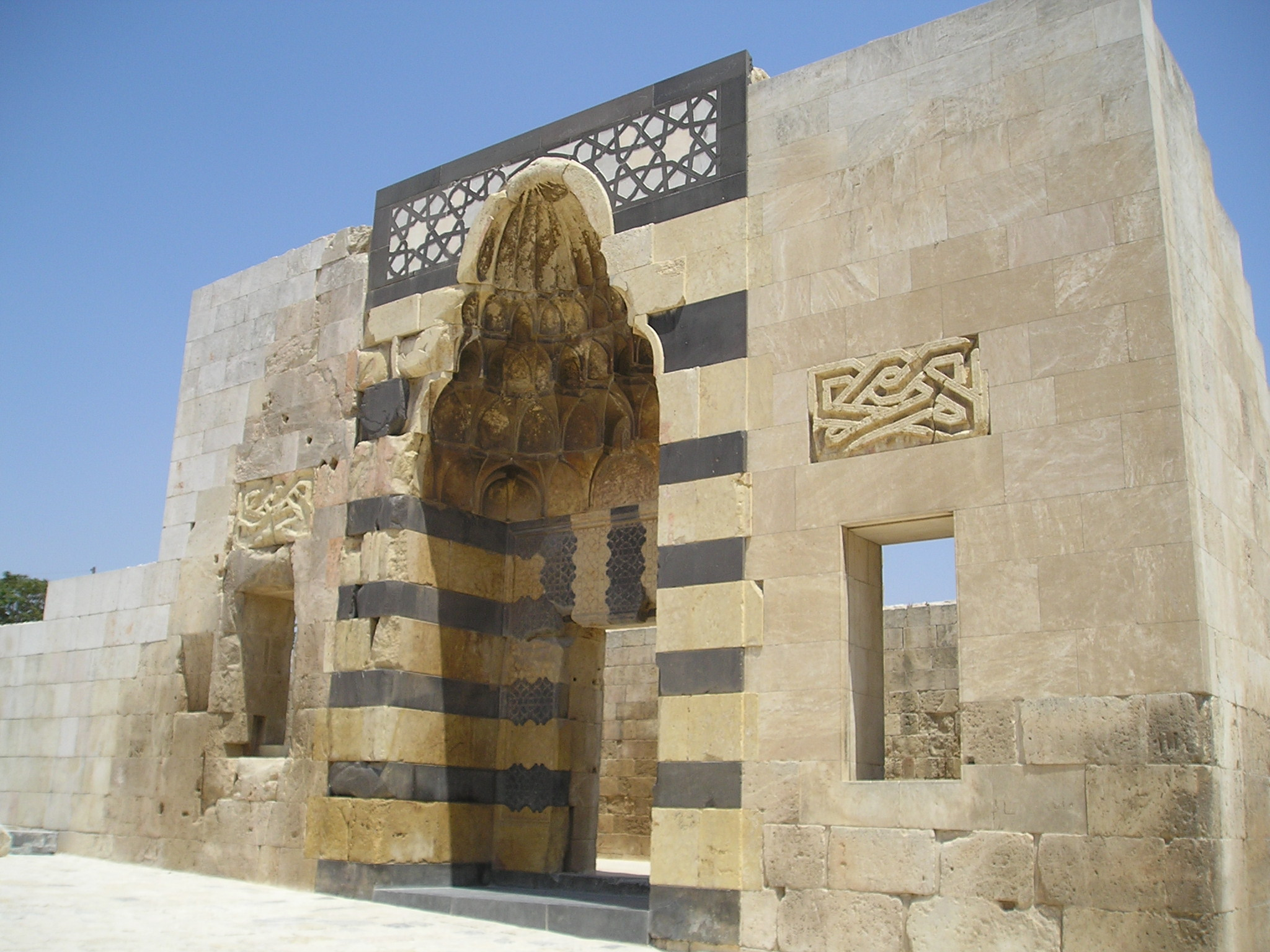
アイユーブ朝の宮殿

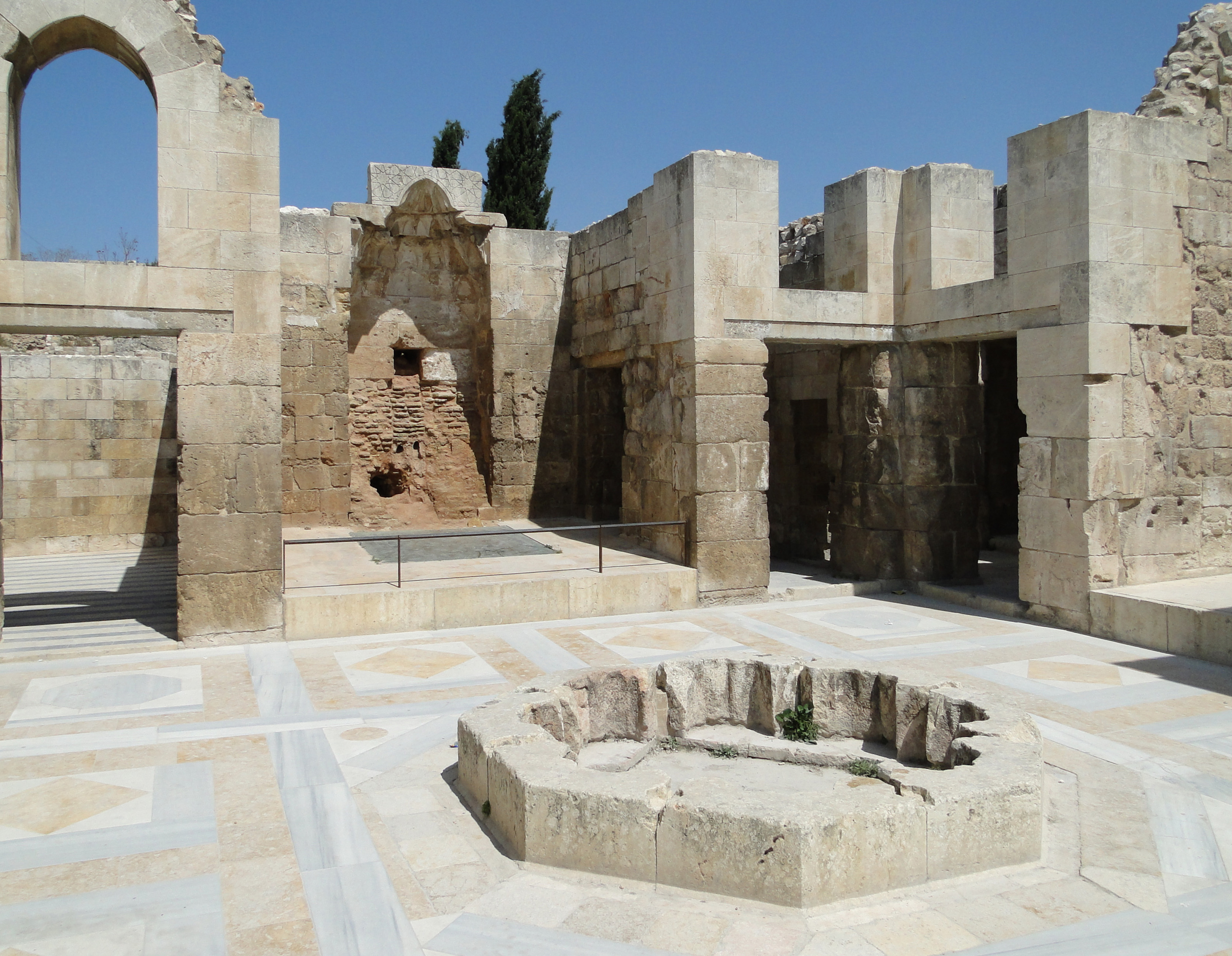
浴場（ハンマーム）

アイユーブ朝は当初、宮殿を城塞上には築かなかった。城塞に構築されたガーズィーの「栄光の宮殿」（英: "Palace of Glory"）は、1212年、彼の結婚式の夜に焼失したが、宮殿は1230年、支配者アル＝アズィーズ (al-Aziz) により再び建てられた。その後、モンゴルの侵攻によりかなり破壊されたものの、今日でも城塞の頂上部で最も重要かつ印象的なモニュメントの1つとしてある。アイユーブ朝時代の建築の部分装飾として、石灰岩と玄武岩による縞模様に、ムカルナスないしハチの巣状ヴォールト造りを備えた正門入口や、タイルを張った4イーワーン式の中庭など数多く残っている。
宮殿の浴場（ハンマーム）は、伝統的な中世イスラーム様式に配置されており、3つの部分をもつ。1つは着衣や脱衣そして休憩のために使われた。また1つは加熱されないが暖かい部屋で、ここには温熱室ともう1つのアルコーブ（壁の窪み）を備えた蒸気室（蒸し風呂）が続いていた。温水や冷水は、土管を通して浴場に送られた。

### モスク

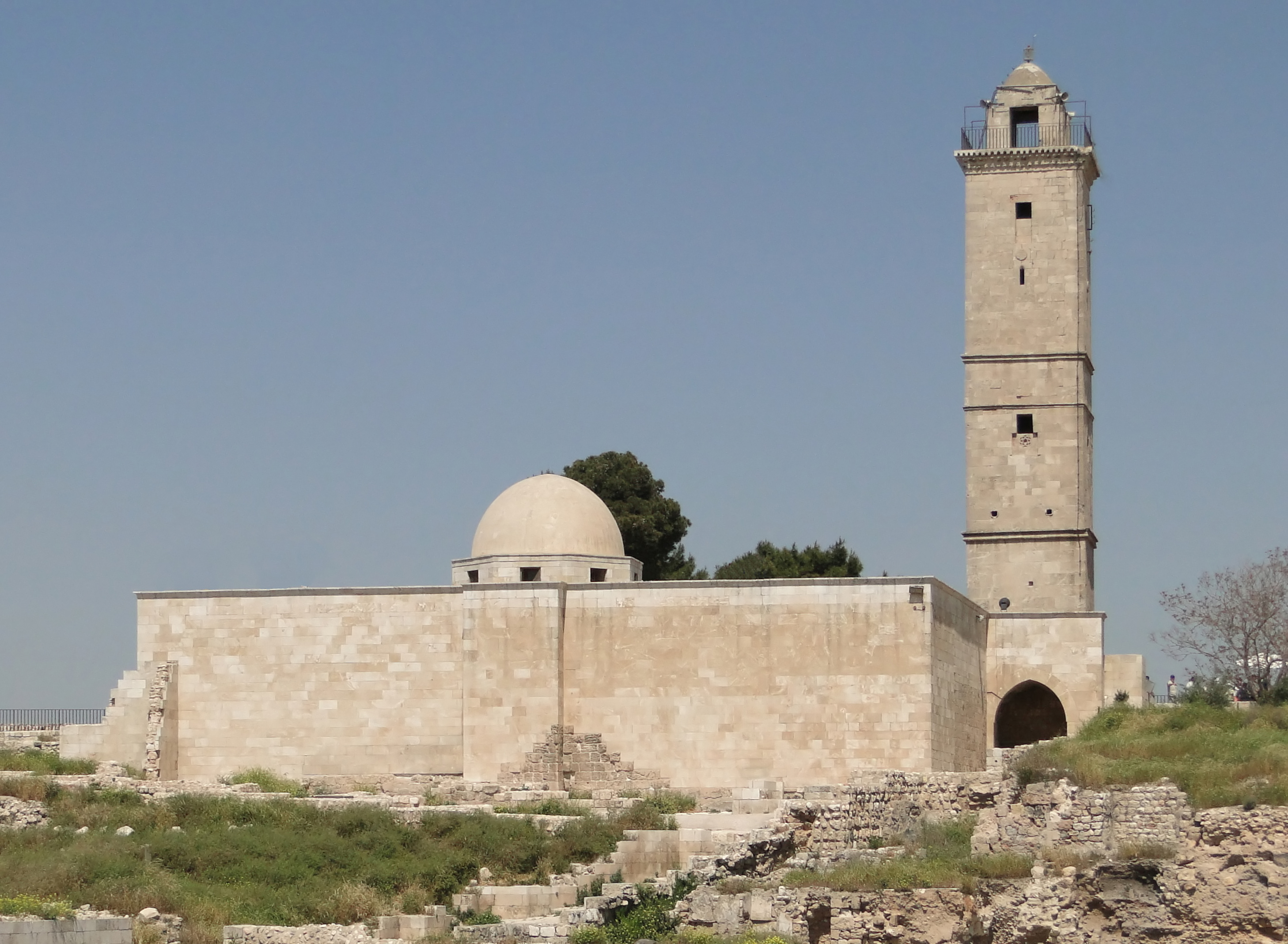
城塞の大モスク

アブラハムのモスクは、当初、アブラハムが座った石の伝承により教会が建てられた場所にあり、ヌール・アッ＝ディーンの1167年の碑文が認められている。
城塞の大モスク（グレート・モスク、英: Great Mosque）は、ほぼ正方形で比較的小さい。もともと教会のあった場所に建てられたミルダース朝のモスクとされ、1214年、ガーズィーにより再建されている。北側にモスクと同時代のミナレットがある。

### 井戸・地下道
城塞の構築は、地上に限らなかった。アイユーブ朝の君主ガーズィー時代の井戸が、頂上部面の下52メートルまで貫通している。地下通路の1つは、北の防衛塔（堡塁）に繋がる。

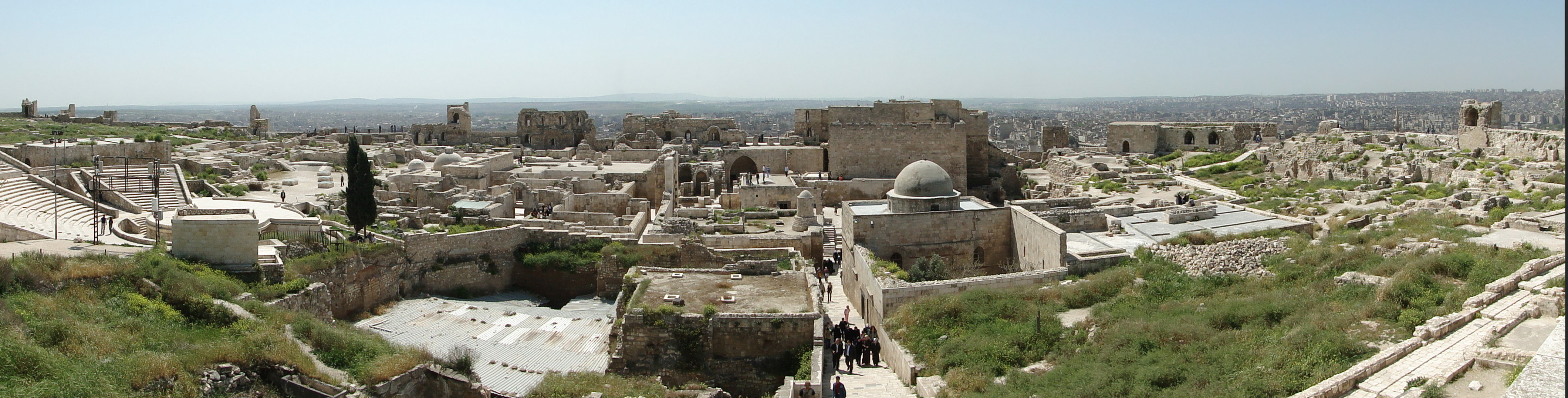
頂上部の景観